# Nahverkehrsverbund Schleswig-Holstein
Der Nahverkehrsverbund Schleswig-Holstein (NAH.SH) ging am 27. November 2014 aus der mit dem ÖPNV-Gesetz vom 1. Januar 1996 gegründeten Landesweiten Verkehrsservicegesellschaft Schleswig-Holstein (LVS) hervor. Die LVS war der Aufgabenträger für den SPNV im Bundesland Schleswig-Holstein und gehörte dem Land Schleswig-Holstein und den 15 Kreisen und kreisfreien Städten in diesem Bundesland.
Die LVS GmbH wurde zum 27. November 2014 in Nahverkehrsverbund Schleswig-Holstein GmbH (NAH.SH GmbH) umbenannt. Gleichzeitig wurde ein Nahverkehrsverbund für Schleswig-Holstein eingeführt.
Der Unternehmenssitz befindet sich in Kiel.

## Zahlen und Daten zum Nahverkehr in Schleswig-Holstein

Eisenbahn-Liniennetzplan des Verbunds

Der Nahverkehr hatte 2021 in Schleswig-Holstein 1.179 Kilometer Schienennetz mit 178 Bahnstationen sowie 26.000 Kilometer Buslinien mit etwa 7500 Haltestellen. Fünf Eisenbahnverkehrsunternehmen und etwa 25 Busunternehmen beförderten pro Jahr etwa 324 Mio. Fahrgäste.

## Aufgaben des NAH.SH
Die Kern-Aufgabe des NAH.SH ist die Planung, Bestellung und Qualitätssicherung des SPNV-Angebotes. Zugleich obliegen ihr ebenfalls koordinierende Aufgaben zum übrigen ÖPNV (Buslinien/Fähren). Zur weiteren Erschließung des Landes und Schaffung eines integralen Taktfahrplans nimmt das Unternehmen Planungsaufgaben im Infrastrukturbereich wahr.
Ebenfalls zu seinen Aufgaben zählt die Weiterentwicklung des landesweit und verkehrsträgerübergreifend gültigen Schleswig-Holstein-Tarifs. Dieser löste im Dezember 2002 den Nahverkehrstarif der Deutschen Bahn ab und ermöglicht seitdem die Ausstellung von durchgängigen Fahrkarten bis hinunter zum örtlichen Nahverkehr. Grundlage für die Arbeit des Verkehrsverbundes sind die alle fünf Jahre neu von der Landespolitik aufgestellten Nahverkehrspläne.

### Wettbewerbsprojekte
| Name der Ausschreibung            | beteiligte Linien (in Schleswig-Holstein) | Vertragslaufzeit                    | Leistungsumfang (gesamt)               | Gewinner                                         |
| --------------------------------- | --- | ----------------------------------- | -------------------------------------- | ------------------------------------------------ |
| Nord (Los A)                      | - RB Kiel – Eckernförde – Flensburg | 11/2000 – 12/2011                   | 1,3 Mio. Zugkilometer                  | DB Regionalbahn Schleswig-Holstein               |
| Nord (Los B)                      | - RB Husum – Rendsburg – Kiel - RB Husum – Tönning – Bad St. Peter-Ording - RB Kiel – Neumünster | 11/2000 – 12/2011                   | 2,4 Mio. Zugkilometer                  | Nord-Ostsee-Bahn (NOB)                           |
|                                   | - RE Hamburg – Neumünster – Padborg | 12/2002 – 11/2003 (durch Insolvenz) | 1,1 Mio. Zugkilometer                  | Flex Verkehrs-AG                                 |
|                                   | - RB Neumünster – Bad Segeberg – Bad Oldesloe | 12/2002 – 12/2011                   | 0,6 Mio. Zugkilometer                  | Nordbahn Eisenbahngesellschaft (NBE)             |
|                                   | - RB Niebüll – Tønder/Tondern | 4/2003 – 12/2005                    | 0,1 Mio. Zugkilometer                  | Nord-Ostsee-Bahn (NOB)                           |
|                                   | - RE Hamburg – Neumünster – Padborg | 11/2003 – 12/2005                   | 1,1 Mio. Zugkilometer                  | Nord-Ostsee-Bahn (NOB)                           |
|                                   | - RB Neumünster – Heide – Büsum | 12/2003 – 12/2011                   | 1,0 Mio. Zugkilometer                  | Schleswig-Holstein-Bahn                          |
| West                              | - RE Hamburg – Husum – Westerland (Sylt) - RB Itzehoe – Heide | 12/2005 – 12/2016                   | 4,1 Mio. Zugkilometer                  | Nord-Ostsee-Bahn (NOB)                           |
|                                   | - RB Niebüll – Tønder/Tondern | 12/2005 – 12/2010                   | 0,1 Mio. Zugkilometer                  | Nord-Ostsee-Bahn (NOB)                           |
| Flensburg-Express                 | - RE Hamburg – Neumünster – Padborg | 12/2005 – 12/2014                   | 1,0 Mio. Zugkilometer                  | DB Regionalbahn Schleswig-Holstein               |
| Ostseeküste                       | - RE Hamburg – Schwerin – Rostock | 12/2007 – 12/2019                   | 3,0 Mio. Zugkilometer                  | DB Regio                                         |
| Ost                               | - RB Aumühle – Schwarzenbek – Büchen - RE Hamburg – Bad Oldesloe – Lübeck - RB Lübeck – Travemünde-Strand - RB Lübeck – Scharbeutz – Neustadt - RB Lübeck – Scharbeutz – Puttgarden - RE Lübeck – Eutin – Kiel - RB Lübeck – Eutin – Kiel - RE Lübeck – Büchen – Lüneburg | 12/2009 – 12/2019                   | 7,0 Mio. Zugkilometer                  | DB Regionalbahn Schleswig-Holstein               |
|                                   | - RB Niebüll – Tønder/Tondern – Esbjerg | 12/2010 – 12/2018                   | 0,09 Mio. Zugkilometer (dt. Abschnitt) | DB Arriva                                        |
| Nord (Los A)                      | - RE Husum – Rendsburg – Kiel - RB Husum – Tönning – Bad St. Peter-Ording - RB Kiel – Eckernförde – Flensburg | 12/2011 – 12/2021                   | 3,6 Mio. Zugkilometer                  | DB Regionalbahn Schleswig-Holstein               |
| Nord (Los B)                      | - RB Neumünster – Heide – Büsum - RB Neumünster – Bad Segeberg – Bad Oldesloe | 12/2011 – 12/2021                   | 1,5 Mio. Zugkilometer                  | Nordbahn Eisenbahngesellschaft (NBE)             |
| Nord (Los C)                      | - RB Kiel – Neumünster | 12/2011 – 12/2014                   | 0,4 Mio. Zugkilometer                  | DB Regionalbahn Schleswig-Holstein               |
| Mitte (Los A)                     | - RE Hamburg – Neumünster – Flensburg - RE Hamburg – Neumünster – Kiel | 12/2014 – 12/2027                   | 4,6 Mio. Zugkilometer                  | DB Regionalbahn Schleswig-Holstein               |
| Mitte (Los B)                     | - RB Hamburg – Elmshorn – Itzehoe - RB Hamburg – Elmshorn – Wrist | 12/2014 – 12/2027                   | 1,9 Mio. Zugkilometer                  | Nordbahn Eisenbahngesellschaft (NBE)             |
| West                              | - RE Hamburg – Husum – Westerland (Sylt) - RB Itzehoe – Heide | 12/2016 – 12/2025                   | 4,3 Mio. Zugkilometer                  | DB Regio                                         |
| Elektronetz Ost                   | - RE 8/80 Hamburg – Bad Oldesloe – Lübeck - RB 85 Lübeck – Haffkrug – Lensahn – Puttgarden - RB 86 Lübeck – Lübeck-Travemünde | 12/2022 – 12/2035                   | 4,2 Mio. Zugkilometer                  | DB Regio                                         |
| XMU-Netz/Akku-Netz (Los Ost)      | - RB 76 Kiel – Schönberger Strand - RE 83 Kiel – Lübeck - RB 84 Kiel – Lübeck - RB 87 Kiel – Preetz - RB 89 Lübeck – Lüneburg | 12/2022 – 12/2035                   | 4,2 Mio. Zugkilometer                  | Erixx Holstein                                   |
| XMU-Netz/Akku-Netz (Los Nord)     | - RB 64 Husum – Bad Sankt Peter-Ording - RE 72 Kiel – Eckernförde – Flensburg - RB 73 Kiel – Eckernförde (– Flensburg) - RE 74 Kiel – Rendsburg – Husum - RB 75 Kiel – Rendsburg-Seemühlen                                                                                | 12/2023 – 12/2035                   | 4,5 Mio. Zugkilometer                  | Nordbahn Eisenbahngesellschaft (NBE)             |
| XMU-Netz/Akku-Netz (Los Ost-West) | - RB 63 Neumünster – Heide – Büsum - RB 82 Neumünster – Bad Oldesloe | 12/2023 – 12/2035                   | 1,7 Mio. Zugkilometer                  | Nordbahn Eisenbahngesellschaft (NBE)             |
| West (Los 1)                      | - RE 6 Hamburg – Husum – Westerland (Sylt) - RB 62 Itzehoe – Heide | 12/2025 – 12/2034                   | 4,4 Mio. Zugkilometer                  | DB Regio                                         |
| Dagebüll (Los 2)                  | - RB 65 Niebüll – Dagebüll Mole | 12/2025 – 12/2034                   | 0,1 Mio. Zugkilometer                  | Norddeutsche Eisenbahngesellschaft Niebüll (neg) |

### Infrastrukturprojekte
bereits umgesetzt
- Reaktivierung des Abschnittes Bad Segeberg – Neumünster der Strecke Neumünster – Bad Oldesloe
- Reaktivierung des Abschnittes Barmstedt – Ulzburg der Strecke Elmshorn – Ulzburg
- Wiedereinführung des Personenverkehrs auf dem Abschnitt Niebüll – Tønder/Tondern der Strecke Niebüll – Tønder/Tondern
- Reaktivierung der Stichstrecke nach Fehmarn-Burg an der Strecke Lübeck – Puttgarden
- Beschleunigung der Strecke Kiel – Lübeck und Einführung einer durchgehenden Regionalbahn
- Neubau von Stationen: Ahrensburg-Gartenholz, Dodenhof, Elmschenhagen, Fahrenkrug, Fehmarn-Burg, Felde, Flensburg-Weiche, Großenbrode, Herzhorn, Horst, Husby, Kiel-Hassee CITTI-Park, Kronshagen, Langeln, Lensahn, Kremperheide, Lübeck-Dänischburg IKEA, Lübeck Flughafen, Lübeck-Kücknitz, Lübeck-St. Jürgen, Neumünster Stadtwald, Pansdorf, Rickling, Suchsdorf, Süderlügum, Uphusum, Wahlstedt
- Modernisierung von Stationen
- Neueinrichtung der Stationen Schülldorf, Bredenbek, Achterwehr, Melsdorf und Kiel-Russee auf der Bahnstrecke Kiel-Hassee–Osterrönfeld für die neue Linie RB75 Kiel–Rendsburg (Fertigstellung Januar 2015)
- teilweise Reaktivierung der Strecke Kiel Süd–Schönberger Strand bis Kiel-Oppendorf inklusive Neueinrichtung/Modernisierung der Haltepunkte Kiel Schulen am Langsee, Kiel-Ellerbek und des Bahnhofs Kiel-Oppendorf

geplant
- vollständige Reaktivierung der Strecke Kiel Süd – Schönberger Strand
- Reaktivierung der Strecke Wrist – Kellinghusen
- Reaktivierung der Strecke Rendsburg – Fockbek
- Einführung der StadtRegionalBahn Kiel (seit 2015 nicht weiter verfolgt)
- Erweiterung der S-Bahn Hamburg bis Bad Oldesloe (S4 Ost)
- weitere Beschleunigung der Strecke Kiel – Lübeck zur Einbindung des RE in den Kieler Anschlussknoten zur vollen Stunde
- Einführung der S-Bahn Kiel mit Bau neuer Stationen und zweigleisiger Abschnitte zwischen Kiel und Eckernförde, Preetz, Neumünster, Rendsburg

## Kritik
Die neuen Doppelstockzüge der NAH.SH seien für Menschen mit Behinderung unbenutzbar, da sie über steile Rampen und enge Wendebereiche verfügen. Diese Züge entsprechen zwar EU-Normen, sind jedoch nicht ausreichend barrierefrei. Vorschläge zur Verbesserung beinhalten den Einsatz von Waggons mit einer Ebene oder elektrischen Hebevorrichtungen. Behindertenverbände fordern eine bessere Einbindung in die Planungsprozesse und erwägen rechtliche Schritte wegen Formfehlern bei der Ausschreibung.

## Weblink
- Website des Nahverkehrsverbunds Schleswig-Holstein GmbH